# أبوسوم تشاكوان النحيل
أبوسوم تشاكوان النحيل (الاسم العلمي:Cryptonanus chacoensis)، هو نوع من الأبوسوم يتواجد في الأرجنتين، البرازيل وباراغواي.